# 連邦軍放射線生物学研究所
連邦軍放射線生物学研究所（れんぽうぐんほうしゃせんせいぶつがくけんきゅうじょ、ドイツ語：Institut für Radiobiologie der Bundeswehr、略称：InstRadBioBw）は、救護業務軍連邦軍衛生局に所属する核兵器に関連する放射線医学（シンチグラフィ）の研究機関。バイエルン州ミュンヘンに所在している。核兵器に由来する放射線疫学に関連する専門知識について良好な国際評価を得ている。

## 歴史
1957年、連邦軍衛生業務の枠組みでミュンヘンにて連邦軍衛生部隊学校内に連邦軍の核生物化学兵器防護部隊を構成する分野のために新たな先進的研究部門として設立される。設立から数年後には効果的な実験と研究が可能となった。1966年にミュンヘンに専用の研究施設が完成する。1980年にミュンヘン近郊のガルヒンクのエルンスト・フォン・ベルクマン兵営内に移転し研究所は現在の名称を得る。2007年3月1日に本研究所はウルム大学と連携して公式に研究を開始する。当初、本研究所は連邦軍微生物学研究所および連邦軍薬理学・毒物学研究所とともに連邦軍医科大学校の附属機関であった。こんにち、三つの研究所は連邦軍衛生局の直轄となっている。

## 任務
- 核兵器専門家による専門的知識に基づく特殊診断、原則、概念、指針および手順についての準備と能力の提供および放射線に暴露した場合における健康状態の保護と回復。
- 出動部隊（任務部隊）の移動準備において核兵器等脅威状況の医療的検証に関しての業務。
- 核兵器による健康障害や進行中の放射線による影響の軽減措置、疫学、病因学、予防についての研究。